# Architecture du Portugal

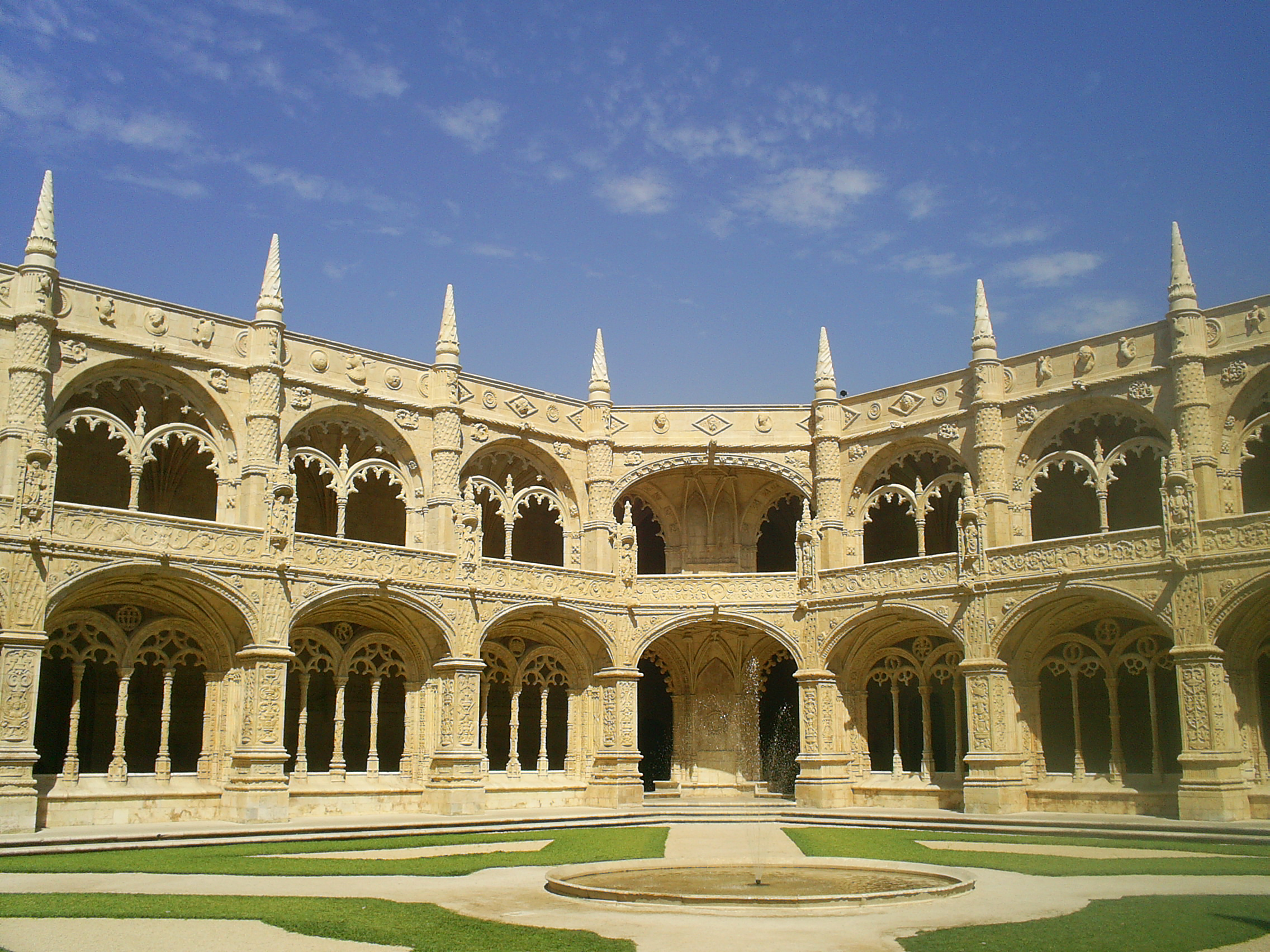
Cloître du Monastère des Hiéronymites à Lisbonne, pur style manuélin des années 1520.

L'architecture du Portugal est l'architecture qui a existé et qui se pratique sur le territoire du Portugal, c'est-à-dire bien avant la fondation du Portugal en tant que pays au XIIe siècle. Le terme s'étend aussi à des bâtiments créés sous l'influence de la culture portugaise ou par des architectes portugais du temps de l'Empire portugais.
L'architecture portugaise, à l'instar de tous les aspects de la culture portugaise, est marquée par l'Histoire du pays et des peuples qui se sont installés avec leur culture sur le territoire actuel portugais. On compte parmi eux les Romains, les Germains, les Berbères d'Al-Andalus, mais aussi l'influence des principaux centres artistiques européens qui a introduit dans le pays les différents styles architecturaux aussi bien roman, gothique, Renaissance, baroque que classique. On peut citer comme principales manifestations de l'architecture portugaise, le style manuélin qui est une version locale du gothique tardif, et le style pombalin qui est un mélange de baroque tardif et de néoclassicisme qui s'est développé après le tremblement de terre de Lisbonne en 1755.
Au cours du XXe siècle, l'architecture portugaise a été représentée par de nombreuses personnalités de renommée mondiale comme Fernando Távora, Tomás Taveira, Eduardo Souto de Moura et surtout Álvaro Siza.

## Architecture des premiers temps

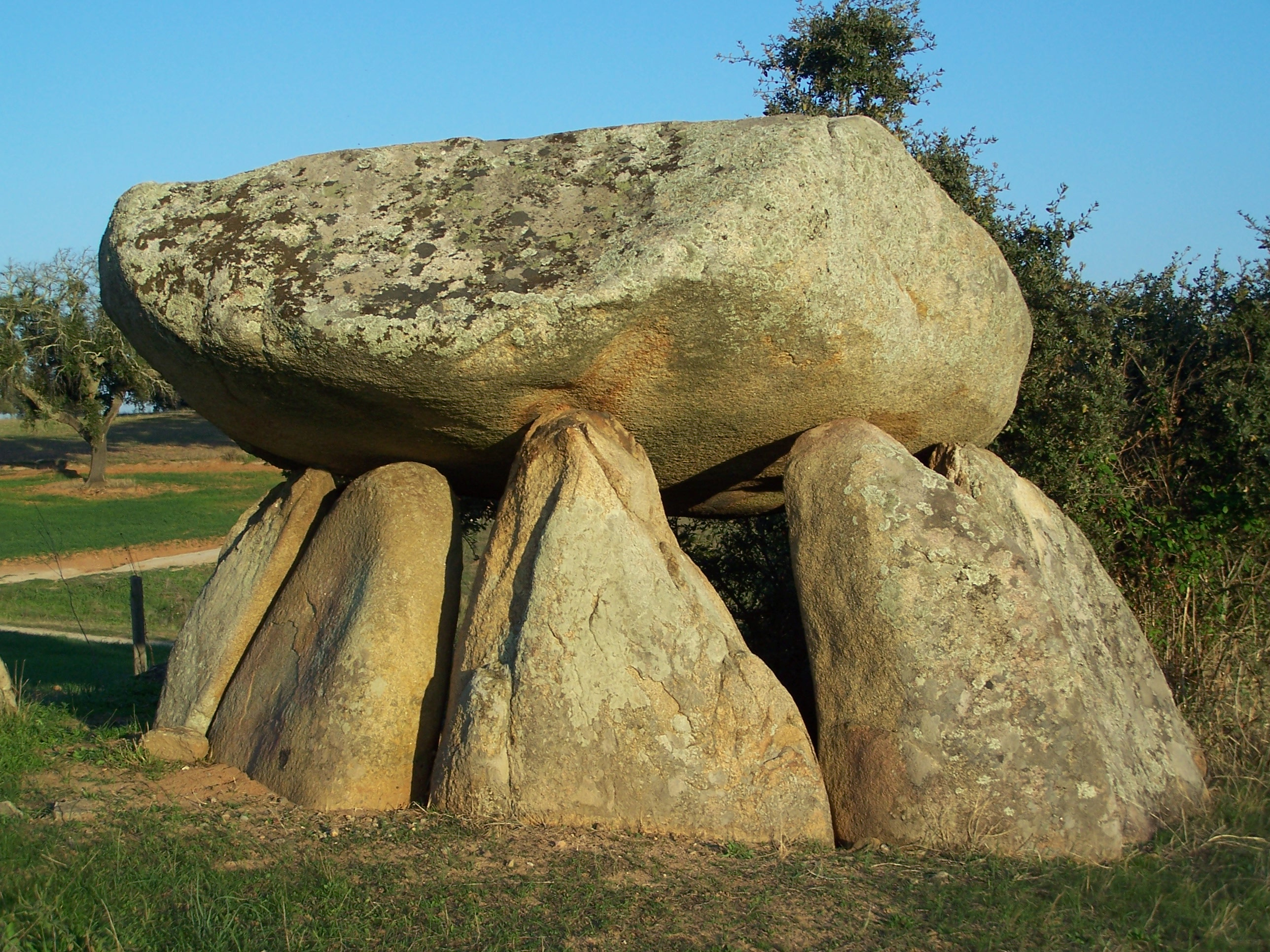
Anta (dolmen) à Cabeção près de Mora dans l'Alentejo.

### Mégalithes
Des exemples précoces d'activités de bâtisseurs au Portugal datent du Néolithique et sont des sites associés à la culture des mégalithes. L'intérieur du pays comporte un grand nombre de dolmens (appelés antas ou dólmens), de tumulus (mamoas) et de menhirs. La région de l'Alentejo est particulièrement riche en monuments mégalithiques comme l'Anta Grande do Zambujeiro situé non loin d'Évora. On trouve des pierres levées soit isolées soit plusieurs disposées en cercle (cromlechs). Le Cromlech des Almendres, lui aussi près d'Évora, est le site le plus étendu de la péninsule ibérique, avec près de cent menhirs formant deux ellipses orientées est-ouest.

### Villages préromains

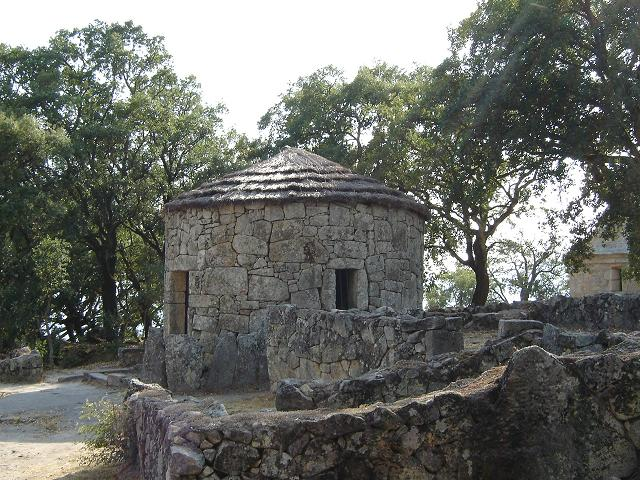
Maison de l'Âge du fer à Citânia de Briteiros

Des villages fortifiés préhistoriques datant du Chalcolithique se trouvent le long du Tage tel le site de Vila Nova de São Pedro près de Cartaxo et le Castro do Zambujal près de Torres Vedras. Ces sites furent occupés aux environs de 2500 à 1700 av. J.-C. et étaient ceints de murs et de tours en pierre, signe d'hostilité à cette époque.
À partir du VIe siècle av. J.-C., la nord-ouest du Portugal, tout comme la région voisine de la Galice en Espagne, connut le développement de la culture des Castros (cultura castreja). Cette région était couverte d'habitations fortifiées (appelées citânias ou cividades) qui, pour une grande part, continueront d'exister sous la domination romaine quand cette région sera annexée à la province de Gallaecia. Citânia de Sanfins près de Paços de Ferreira, Citânia de Briteiros près de Guimarães ou Cividade de Terroso près de Póvoa de Varzim sont des sites archéologiques notables. Pour des raisons défensives, ces villages fortifiés étaient construits au-dessus d'un terrain surélevé et entourés par des anneaux de murs de pierre (Terroso avait comme cela trois anneaux). Les habitations étaient circulaires avec des murs de pierre sèche et des toitures en végétaux. Des bains furent construits dans certains de ces sites comme à Briteiros et Sanfins.

## Période romaine

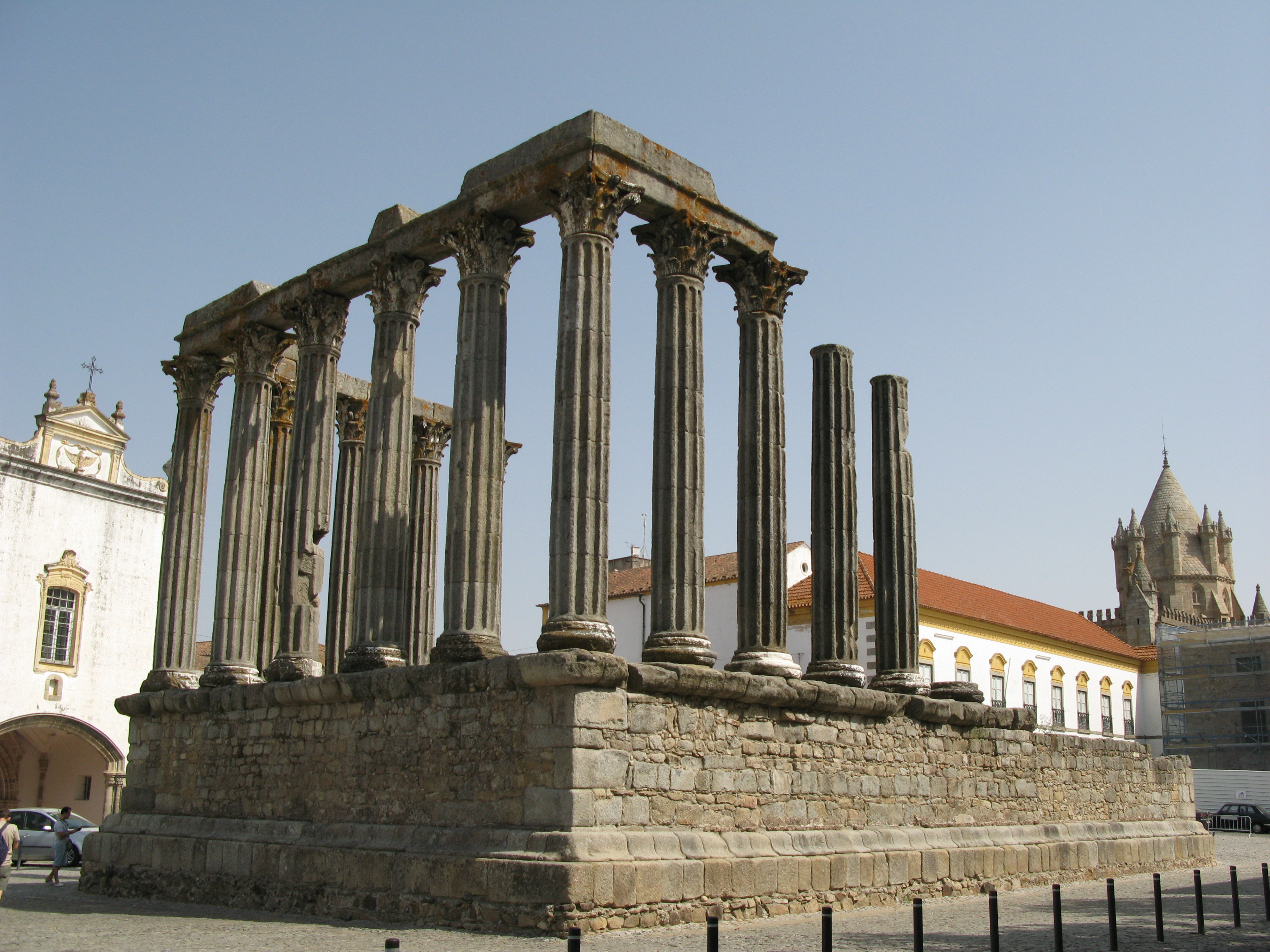
Temple romain d'Évora.

L'architecture s'est développée de façon significative avec l'arrivée des Romains au IIe siècle av. J.-C. qui appelèrent Hispanie la péninsule ibérique. Les villages et lieux d'implantation conquis furent souvent modernisés selon les modèles romains avec la construction de forum, de rues, de théâtres, de temples, de bains, d'aqueducs et d'autres bâtiments publics. Un réseau efficace de routes et de ponts fut créé pour mettre en relation les villes et les autres zones colonisées.
Braga (Bracara Augusta) fut la capitale de la province de Gallaecia et possède encore des vestiges des bains publics, une fontaine publique (appelée la fontaine de l'Idole) et un théâtre. Évora a la particularité de posséder un temple romain très bien conservé, probablement dédié au culte de l'empereur Auguste. Un pont romain traverse la rivière Tâmega à Chaves (Aquae Flaviae). On trouve aussi les vestiges d'un théâtre aux environs de l'Alfama à Lisbonne (Olissipo).
Les restes les mieux conservés de villages romains sont ceux de Conimbriga situés près de Coïmbre. Les fouilles ont révélé des murs d'enceinte, des bains, un forum, un aqueduc, un amphithéâtre, des logements pour la classe moyenne (insulae) de même que des villas luxueuses (domus) avec une cour centrale décorée de mosaïques. Un autre site de fouille important de village romain est Miróbriga près de Santiago do Cacém possédant un temple romain bien préservé, des bains, un pont et les vestiges du seul hippodrome romain connu au Portugal.

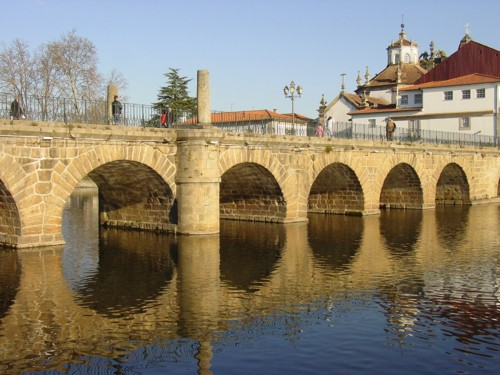
Pont romain d'Aquae Flaviae, aujourd'hui Chaves.

Plus à l'intérieur du pays, les Romains fortunés ont établi des villae, c'est-à-dire des résidences de campagne immergées dans le monde agricole. Beaucoup de ces villae possèdent des équipements tels que les bains, et sont décorées de peintures et de mosaïques. Les villae de Pisões (près de Beja), Torre de Palma (près de Monforte) et Centum Cellas (près de Belmonte) sont des sites importants. Ce dernier comporte les ruines bien préservées d'une tour de trois étages qui faisait partie d'une villa.

## Période post-romaine

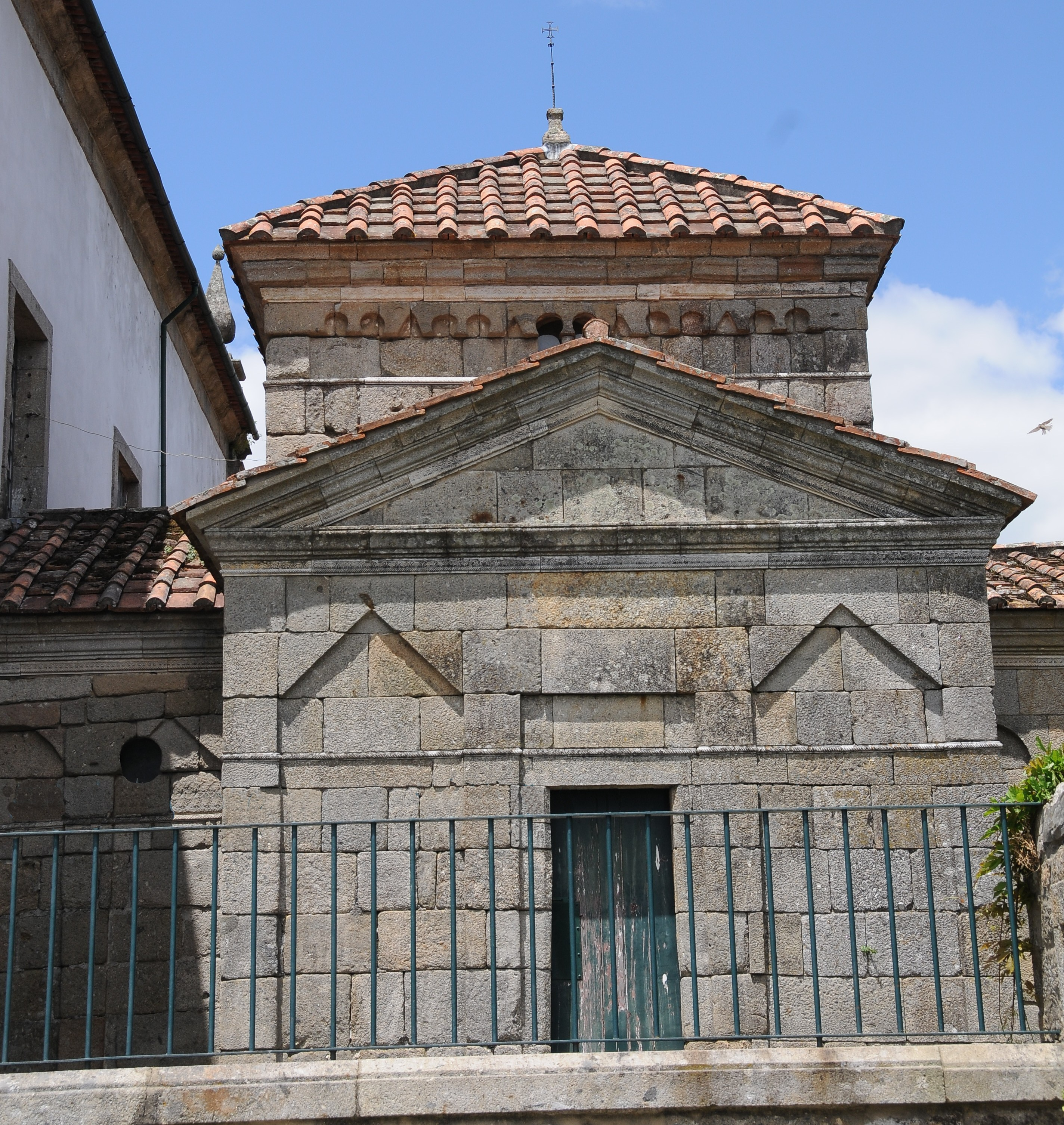
Chapelle Saint Frutuoso près de Braga, croix grecque et influence byzantine (VIIe siècle).

La domination romaine sur l'Hispanie prit fin avec les invasions germaniques (en particulier les Suèves et les Wisigoths) à partir du Ve siècle. Très peu de bâtiments ont été conservés de cette période de domination wisigothe (de 580 à 770), surtout à cause des modifications ultérieures ; néanmoins il y a la chapelle de São Frutuoso de Montélios près de Braga qui faisait partie d'un monastère wisigoth construit au VIIe siècle. Ce monument a un plan en forme de croix grecque avec des branches rectangulaires et une coupole centrale ; coupole et branches sont décorées d'arcs en relief. La chapelle montre une nette influence de l'architecture byzantine comme le mausolée de Galla Placidia à Ravenne.
Après 711, lors de la période de domination de la péninsule ibérique par les Maures, beaucoup de chrétiens (les Mozarabes) vivaient sur les territoires maures et avaient le droit de pratiquer leur religion et de construire des églises en échange d'un statut inférieur (la dhimmitude). Le royaume resté chrétien des Asturies (de 711 à 910), situé au nord de la péninsule, sera le point de départ de la Reconquista. L'architecture asturienne et l'art mozarabe vont influencer les monuments chrétiens du futur Portugal, comme il est possible de le voir à travers les rares édifices qui restent de cette période. Le plus important est sans doute l'église de São Pedro de Lourosa, située près d'Oliveira do Hospital, qui porte gravée l'inscription de 912 comme année de sa construction. Cette église est une basilique avec trois nefs séparées par des arcs outrepassés, un narthex en façade et des fenêtres à meneaux et à arc outrepassé d'influence asturienne sur l'aile centrale.
São Pedro de Balsemão près de Lamego avec un plan basilical et la chapelle de São Gião près de Nazaré sont d'autres églises préromanes construites sous l'influence des Asturiens et des Mozarabes, même si cette dernière est parfois considérée comme ayant peut-être des origines wisigothes. Les espaces intérieurs de ces édifices sont tous divisés par des arcs outrepassés caractéristiques de cette période. La chapelle wisigothe Saint Frutuoso a aussi été modifiée au Xe siècle quand on a donné aux chapelles dans chacune des branches un plan circulaire et des arcs outrepassés.

## Période mauresque

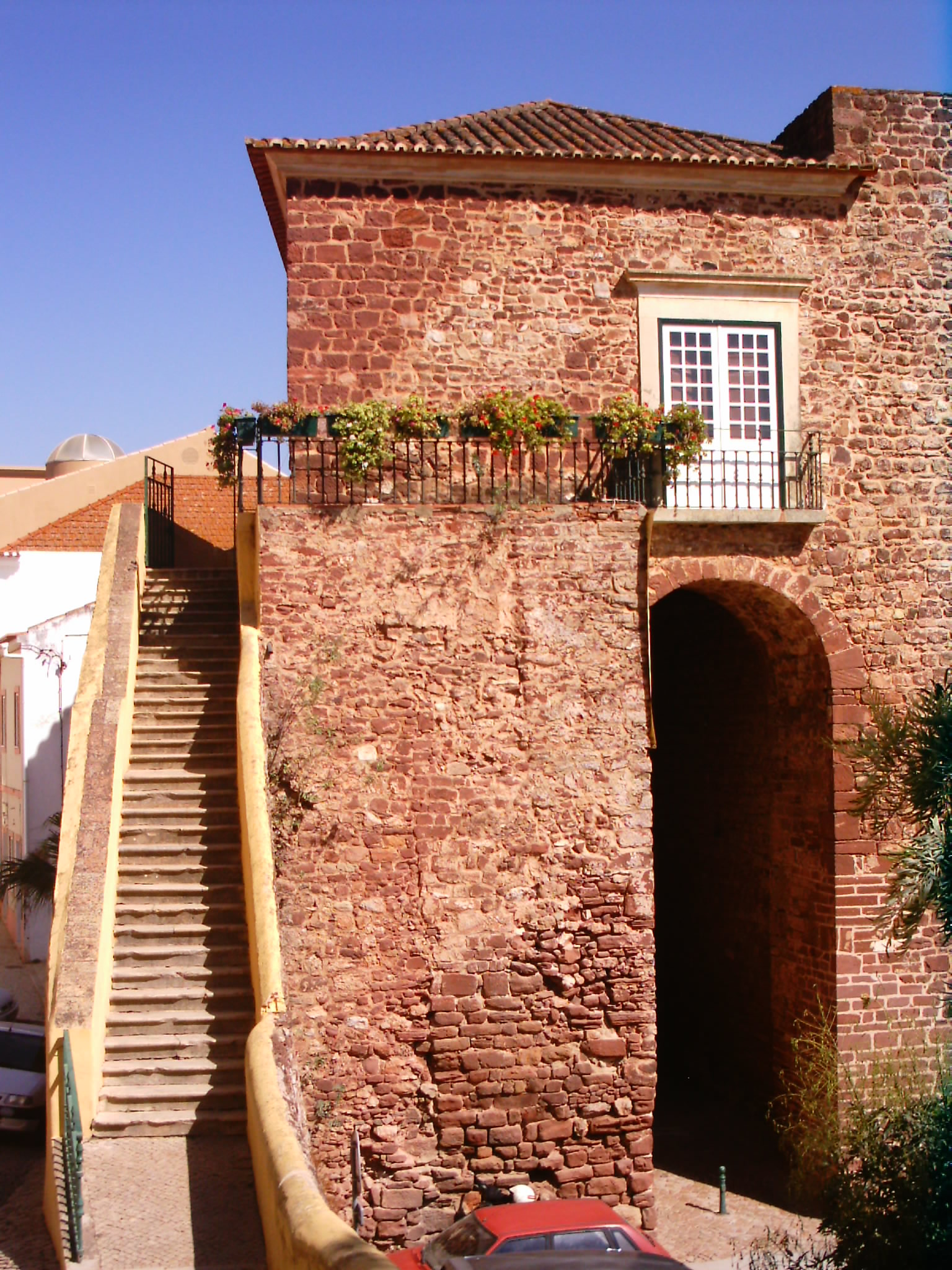
Portail principal (Porta de Loulé) du vieux centre de Silves.

La conquête de la péninsule ibérique par les Maures venus du Maghreb en 711 mit fin à la domination wisigothe en Hispania, alors appelée Al-Andalûs par les nouveaux arrivants. La présence mauresque va profondément influencer l'art et l'architecture sur le territoire portugais, surtout au sud où la Reconquista ne se terminera qu'en 1249. Cependant au Portugal, contrairement à l'Espagne voisine, peu de bâtiments islamiques sont parvenus intacts jusqu'à nos jours. L'habitat traditionnel dans beaucoup de villes et de villages du Portugal a de simples façades blanches qui donnent à l'ensemble une allure islamique du type des villages d'Afrique du Nord. De nombreux villages et quartiers de ville ont gardé le réseau viaire de la période islamique, comme le quartier de l'Alfama à Lisbonne. Les bâtiments mauresques étaient souvent construits en pisé (taipa) et adobe, et blanchis à la chaux.

### Châteaux
Les Maures ont construit des châteaux forts et des fortifications en de nombreuses villes, mais, bien que beaucoup des châteaux médiévaux du Portugal soient originaires de cette période islamique, la plupart a été profondément remaniée après la reconquête chrétienne. Cependant un des mieux préservés est le château de Silves, ancienne capitale de l'Al-Gharb, c'est-à-dire l'Algarve aujourd'hui. Bâti entre le VIIIe siècle et le XIIIe siècle, le château de Silves a conservé ses murailles et ses tours carrées de la période islamique, ainsi que ses citernes du XIe siècle qui servaient à ravitailler la ville en eau en cas de siège. Le vieux centre de la ville – l'Almedina – était défendu par des murailles, des tours fortifiées et des portails dont certaines parties existent toujours.

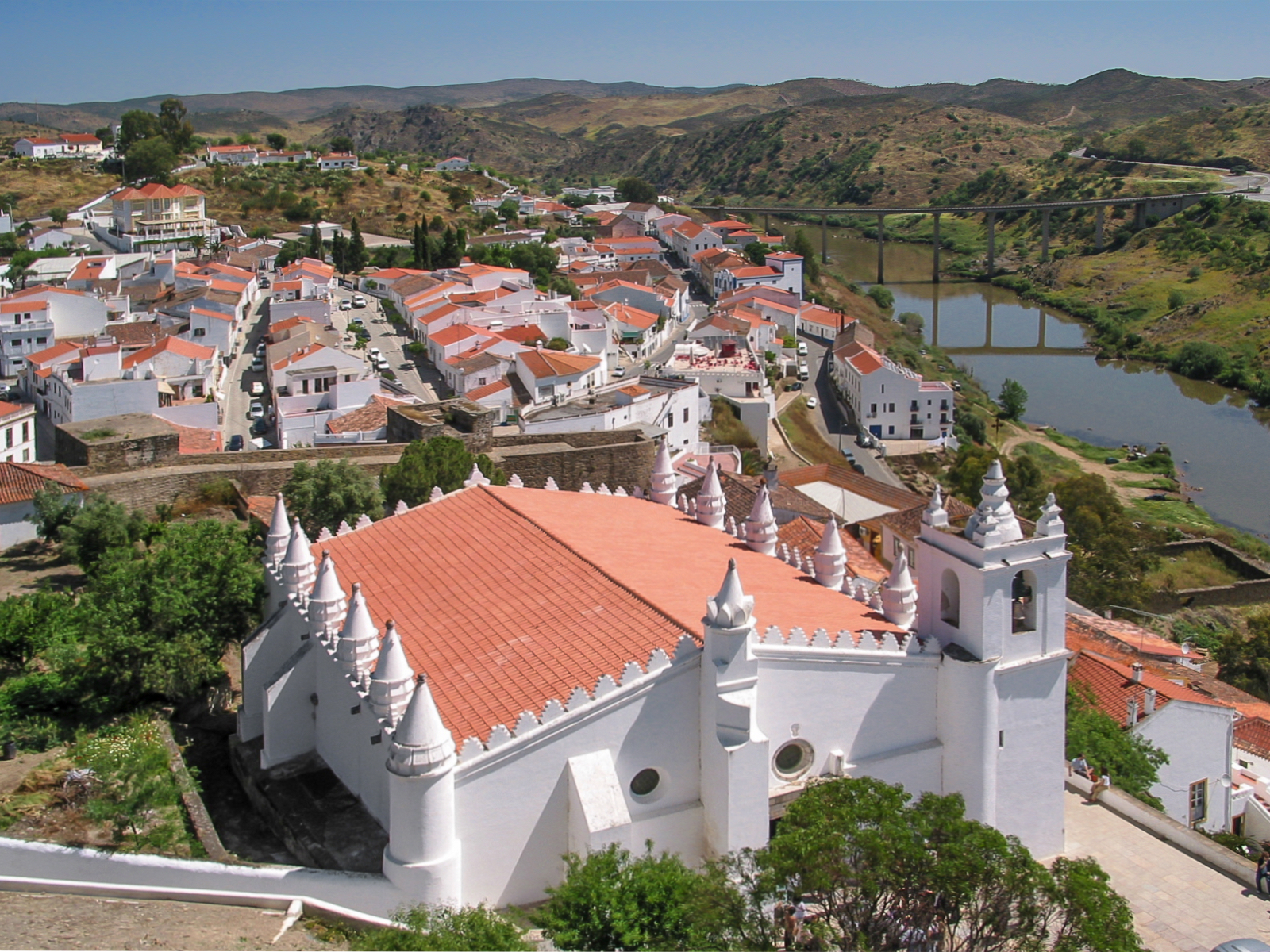
Vue de Mértola ; l'église principale, et ancienne mosquée, est visible au premier plan.

Un autre château islamique important en Algarve est le château de Paderne dont les remparts en ruine révèlent la technique constructive en taipa. Le castelo dos Mouros à Sintra possède aussi des restes d'enceinte et une citerne de la période musulmane. Des parties de murs d'enceinte de cette période ont aussi été préservées à Lisbonne (qui est appelé Cerca Velha) et Évora. On peut encore voir des portes des villes mauresques avec leur arc outrepassé à Faro et Elvas.

### Mosquées
Beaucoup de mosquées furent construites sur le territoire portugais durant la période de domination musulmane, mais elles ont toutes été transformées en églises ou cathédrales, et les caractéristiques de l'art islamique sont difficilement distinguables maintenant. Ainsi les cathédrales de Lisbonne, Silves et Faro, par exemple, ont certainement été construites à l'emplacement d'une grande mosquée après la Reconquista.
L'église principale (Matriz) de Mértola dans l'Alentejo est la seule exception à cette règle. La mosquée de Mértola a été construite durant la seconde moitié du XIIe siècle et reste, même si elle a connu de sévères modifications, la mosquée médiévale portugaise la mieux conservée. À l'intérieur son plan est pratiquement carré avec quatre branches et un total de 12 colonnes supportant des croisées d'ogives manuélines du XVIe siècle. Même si le toit a été modifié et quelques ailes supprimées au XVIe siècle, l'espace intérieur labyrinthique avec sa forêt de piliers est clairement affilié aux autres mosquées d'Espagne et du Maghreb qui lui sont contemporaines. Les murs intérieurs portent encore un mihrab, la niche décorée indiquant la direction de La Mecque. De plus l'église a trois arcs outrepassés dans un alfiz, caractéristique décorative typiquement islamique.

## Architecture romane (1100-1230)

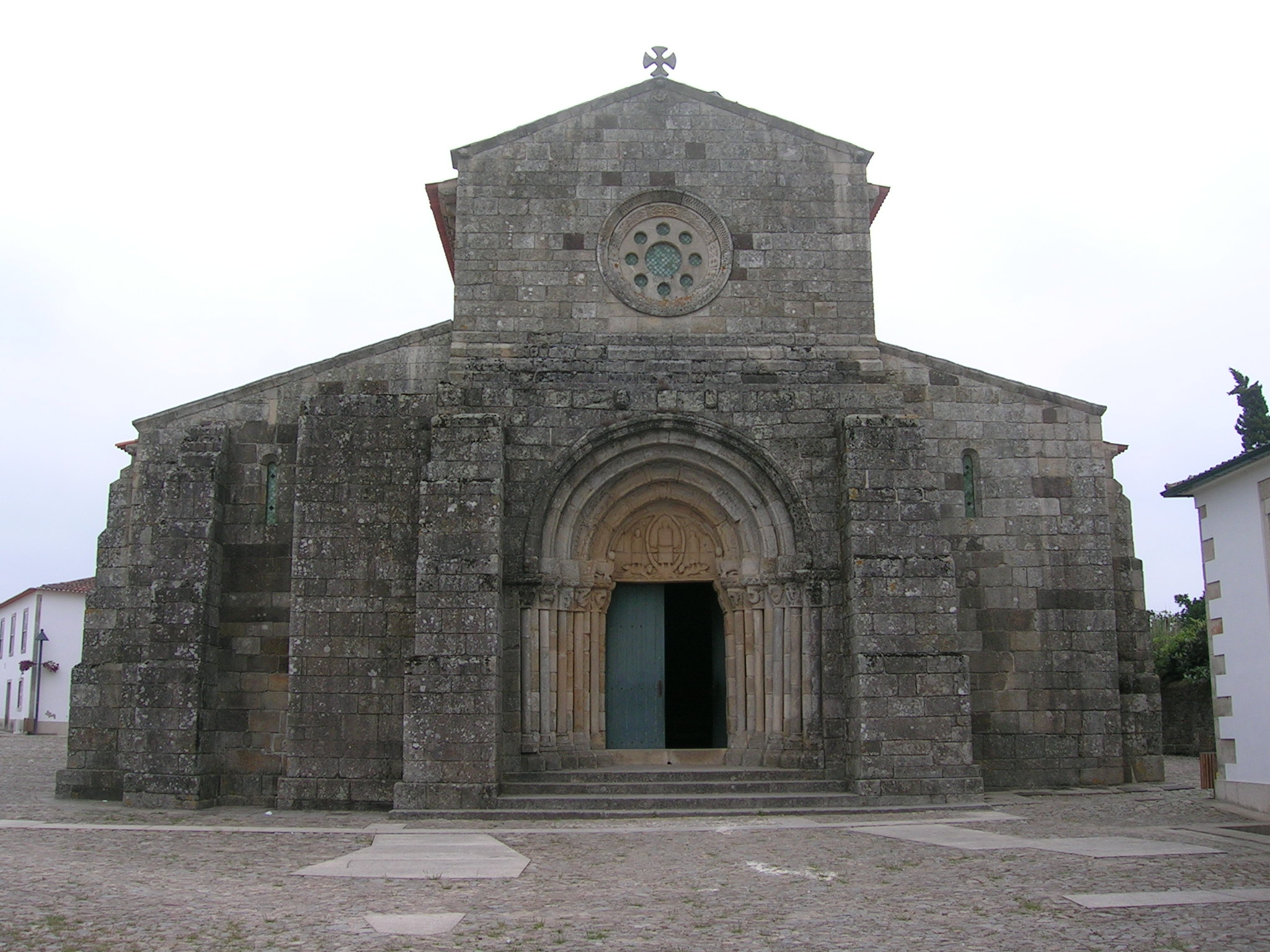
Façade Ouest de l'église bénédictine du monastère de Rates (construite dans la seconde moitié du XIIe siècle).

### Cathédrales et monastères
L'architecture romane fut introduite au Portugal entre la fin du XIe siècle et le début du XIIe siècle. Les plus importants de ces premiers édifices romans portugais sont la cathédrale de Braga et le monastère São Pedro de Rates. La cathédrale de Braga a été reconstruite dans les années 1070 par l'évêque Pédro et consacrée en 1089 bien que l'abside n'était pas encore terminée. Les plans ambitieux de l'évêque consistaient à créer une église de pèlerinage, avec trois nefs à bas-côtés, un déambulatoire et un large transept. Une relique de ce projet d'origine est représentée par la petite chapelle orientale située aujourd'hui en dehors de l'église elle-même.
L'activité des bâtisseurs connut un nouvel essor après 1095 quand le comte Henri de Portugal prit possession du Condado Portucalense, le deuxième comté du Portugal. Le comte Henri vint au Portugal accompagné de nombreux nobles et de moines bénédictins de l'abbaye de Cluny alors dirigée par Hugues de Cluny, le frère d'Henri. Durant tout le XIIe siècle, les Bénédictins ainsi que d'autres ordres religieux participèrent grandement à l'implantation de l'architecture romane. Le comte Henri aida à la construction du monastère de Rates (commencé en 1100), une des œuvres fondamentales de la première période romane portugaise, même si le projet fut modifié plusieurs fois tout au long du XIIe siècle.

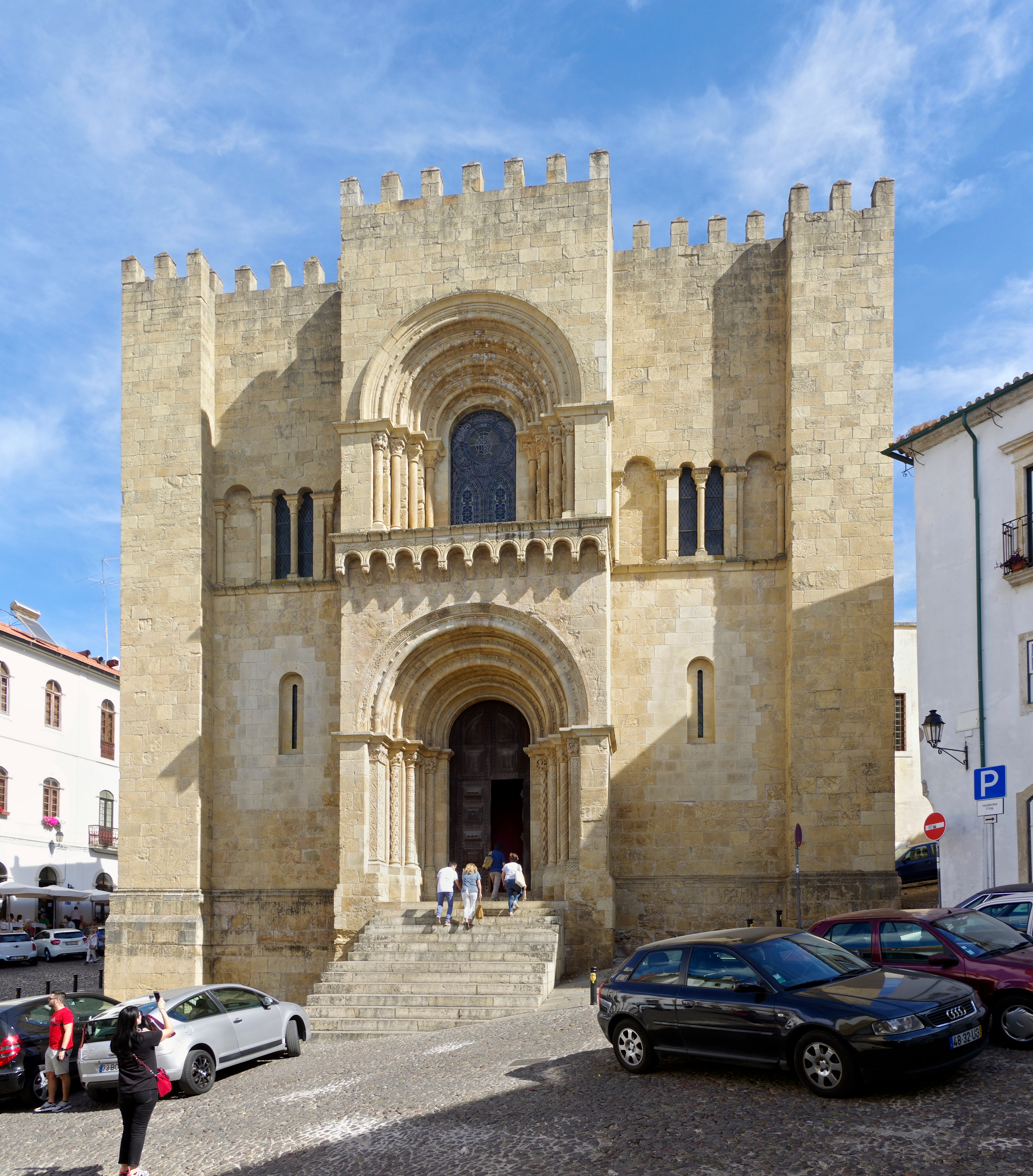
Façade de la Sé Velha, la cathédrale de Coïmbre (commencée en 1162).

Les ateliers de Braga et de Rates influencèrent énormément l'architecture du nord du Portugal. Les églises romanes du XIIe siècle existantes se trouvent à Manhente (près de Barcelos), avec un portail datant de 1117 ; Rio Mau (près de Vila do Conde), avec une abside exceptionnelle datant de 1151 ; Travanca (près d'Amarante) ; Paço de Sousa (près de Penafiel) ; Bravães (près de Ponte da Barca), Pombeiro (près de Felgueiras) et bien d'autres.
La diffusion de l'architecture romane suivit le chemin nord-sud de la Reconquista, surtout durant le règne d'Alfonso Henriques, le fils du comte Henri et premier roi du Portugal. À Coïmbre, Afonso Henriques fonda le monastère de Santa Cruz, une des fondations de monastère parmi les plus importantes de l'époque (mais le bâtiment a été profondément remanié au XVIe siècle). Alfonso Henriques et ses successeurs soutinrent aussi la construction de beaucoup de cathédrales dans les sièges d'évêchés du pays. Cette génération de cathédrales romanes comprend la celle de Braga déjà mentionnée, celle de Porto, de Coïmbre, de Viseu, de Lamego et de Lisbonne.

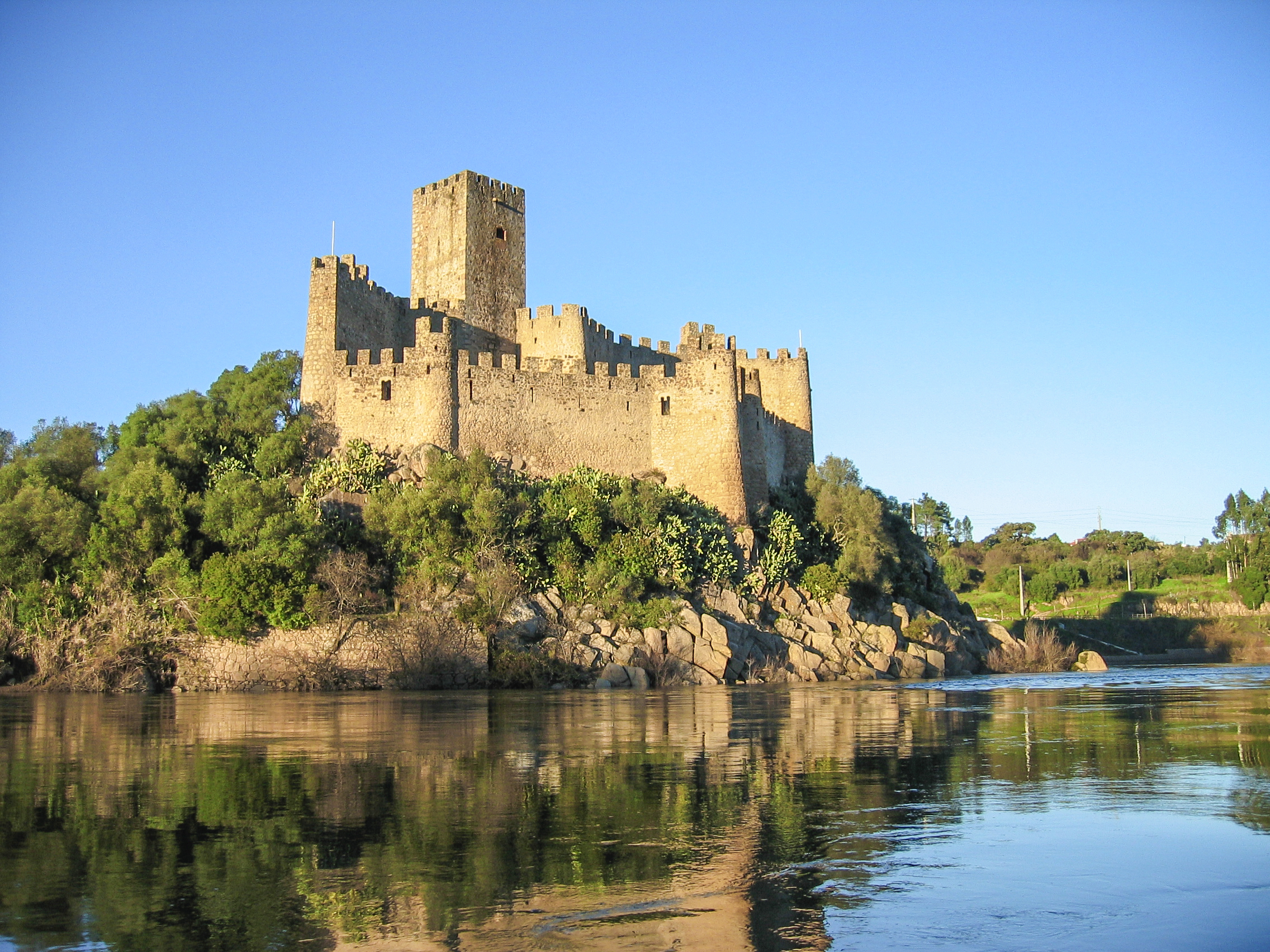
Château d'Almourol, édifié en 1171 sur une île du Tage par les Templiers. Le donjon (tour carrée) se distingue nettement.

Toutes les cathédrales romanes portugaises seront par la suite remodelées en profondeur à l'exception de la cathédrale Coïmbre (commencée en 1162) qui n'a connu aucune altération. La cathédrale de Coïmbre est une église à plan en croix latine, avec une nef flanquée de bas-côtés, un court transept et trois absidioles. La nef centrale est recouverte par une voûte en berceau en pierre tandis que les bas côtés sont couverts par des voûtes d'arêtes. Le deuxième niveau de la nef est une galerie d'arches (triforium), et la croisée du transept est surmontée d'un dôme. Ce schéma général est semblable à celui de la cathédrale de Saint-Jacques-de-Compostelle en Galice, même si celle de Coïmbre est moins ambitieuse.
La cathédrale de Lisbonne (commencée en 1147) est très similaire à celle de Coïmbre sauf les deux tours massives encadrant la façade occidentale, une caractéristique observée pour d'autres cathédrales comme celles de Porto et de Viseu. En général les cathédrales portugaises ont une allure lourde, presque de forteresse, avec des créneaux et peu de décorations en dehors du portail et des fenêtres.
Un édifice religieux roman remarquable est l'église circulaire (Rotunda) dans le château de Tomar qui a été construite dans la deuxième moitié du XIIe siècle par les Templiers. L'église a un plan circulaire avec des arches centrales disposées octogonalement et elle s'inspirait certainement du dôme du Rocher à Jérusalem qui était à tort considéré par les Croisés comme un vestige du temple de Salomon. L'église du Saint-Sépulcre de Jérusalem a aussi pu servir de modèle.

### Châteaux forts
Les temps troublés de la période de Reconquista portugaise impliquèrent la construction de beaucoup de châteaux forts pour protéger les villages des Maures et des Castillans. Le roi Alfonso Henriques soutint l'édification de nombreuses fortifications (souvent des refontes de châteaux mauresques comme celui de Lisbonne) et accorda des terres à des ordres militaires – et particulièrement à l'ordre du Temple et l'ordre de Malte – qui devinrent responsables de la défense des frontières et des villages. Les templiers construisirent plusieurs forteresses sur une ligne suivant le Tage comme les châteaux de Pombal, Tomar, Belver et Amourol. On considère que ce sont eux qui ont apporté le donjon dans l'architecture militaire portugaise.

## Gothique (1200 - 1450)

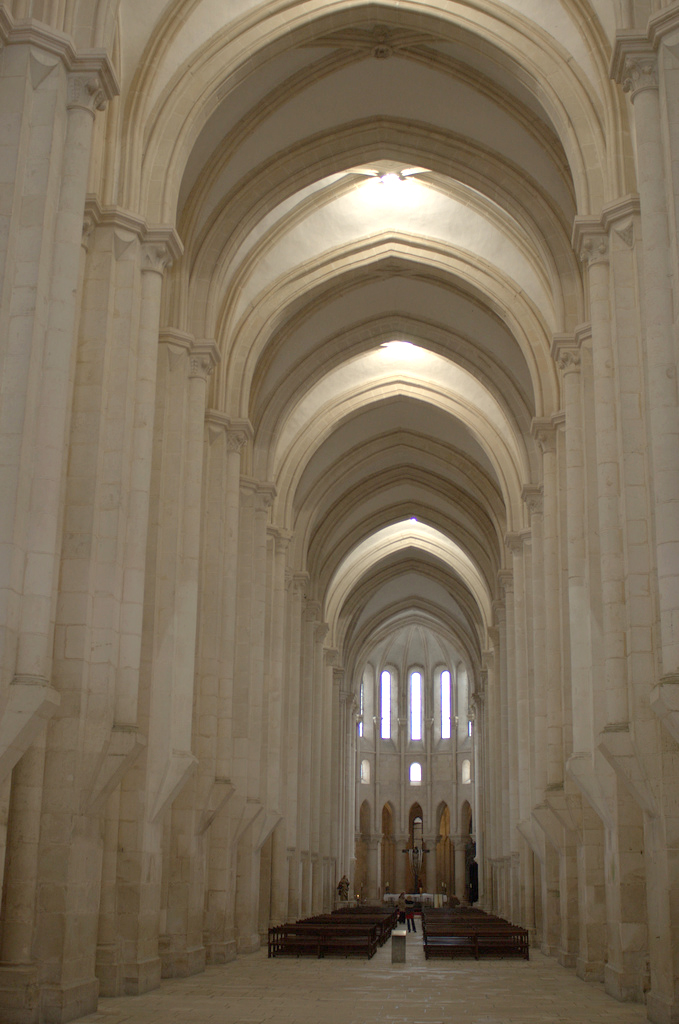
Nef centrale de l'église du monastère d'Alcobaça (s).

### Églises et monastères
L'architecture gothique fut introduite au Portugal par l'ordre de Cîteaux. Le tout premier bâtiment entièrement gothique au Portugal est l'église du monastère d'Alcobaça, un exemple magnifique de formes architecturales claires et simples prisées par les Cisterciens. L'église fut construite entre 1178 et 1252 en trois phases, et elle semble inspirée par l'abbaye de Clairvaux en Champagne. Sa nef tripartite est très haute et élancée, donnant une exceptionnelle impression de hauteur. L'église est entièrement couverte par des croisées d'ogives et le chœur est entouré par un déambulatoire et une série de chapelles absidiales rayonnantes. La voûte du déambulatoire est supportée de l'extérieur par les arcs-boutants typiques de l'architecture gothique et une nouveauté à cette époque au Portugal.
Après la fondation d'Alcobaça, le style gothique fut principalement disséminé par les ordres mendiants (surtout fransicain, augustin, dominicain). Au XIIIe et XIVe siècles, plusieurs couvents furent fondés dans des centres urbains comme à Porto (église de São Francisco), Coïmbre (monastère de Santa Clara-a-Velha), Guimarães (São Francisco, São Domingos), Santarém (São Francisco, Santa Clara), Elvas (São Domingos), Lisbonne (couvent des Carmes) et dans beaucoup d'autres villes. Les églises gothiques des ordres mendiants avaient en général une nef tripartite couverte d'un toit en bois et une abside avec trois absidioles couvertes par des croisées d'ogives. Ces églises n'avaient pas de tour et étaient dépourvues de décorations architecturales, en accord avec les principes de ces ordres mendiants. Ce style gothique dépouillé des ordres mendiants sera aussi adopté par les églises paroissiales édifiées à travers tout le pays, par exemple à Sintra (Santa Maria), Mafra, Lourinhã et Loulé.

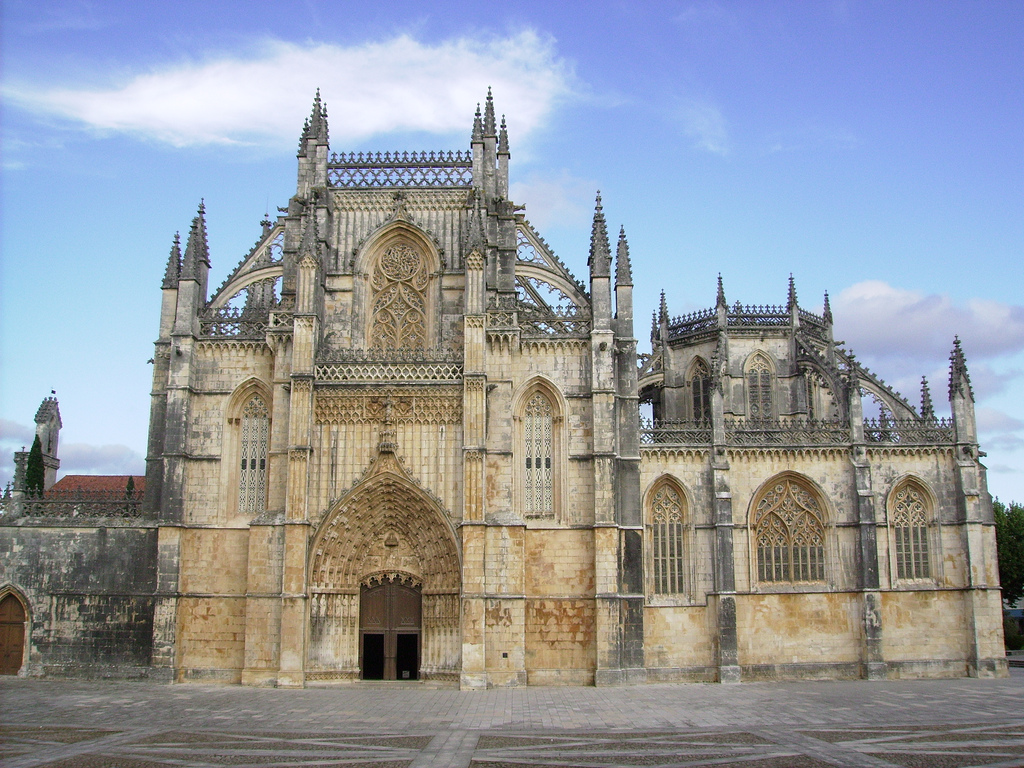
Monastère de Batalha, un exemple de gothique flamboyant : la façade de l'église (à gauche) et la chapelle du Fondateur (à droite).

Beaucoup de cathédrales romanes ont été modernisées avec des éléments gothiques. Ainsi la nef romane de la cathédrale de Porto est soutenue par des arcs-boutants parmi les premiers édifiés au Portugal (début du XIIIe siècle. L'abside de la cathédrale de Lisbonne a été complètement remodelée dans la première partie du XIVe siècle quand il lui fut ajouté un déambulatoire illuminé par des claires-voies (des rangs de fenêtres tout en haut, au dernier niveau). Le déambulatoire permet d'accéder à une série de chapelles absidiales rayonnantes laissant entrer la lumière par de larges ouvertures, contrastant avec les nefs romanes sombres. La cathédrale d'Évora, construite au XIIIe siècle, constitue un important bâtiment de transition ; même si son plan, sa façade et l'élévation sont inspirés de la cathédrale de Lisbonne, sa forme (arcs, fenêtres, voûtes) est déjà gothique. Beaucoup d'églises gothiques conserveront une apparence de forteresse des temps romans comme la cathédrale d'Évora déjà évoquée, l'église du monastère de Leça do Balio (XIVe siècle) près de Matosinhos et même encore au XVe siècle avec l'église principale de Viana do Castelo.
Plusieurs cloîtres gothiques furent construits à côté de cathédrales comme à Porto, Lisbonne ou Évora (tous du XIVe siècle) ou dans des monastères comme celui d'Alcobaça, Santo Tirso ou le couvent de l'ordre du Christ.
Au début du XVe siècle, le bâtiment du monastère de Batalha, sous l'impulsion de João Ier, entreprit une rénovation du gothique portugais. Après 1402 les travaux furent menés par David Huguet (dont on ne connaît pas exactement les origines) qui insuffla un style flamboyant au projet. Le bâtiment dans son entier est décoré avec des pinacles gothiques (ornés de fleurons), des bas-reliefs, de larges fenêtres avec des traceries tortueuses et des crénelages élaborés. Le portail principal possède une série d'archivoltes décorée d'une multitude de statues, alors que le tympan est illustré d'un bas-relief montrant le Christ et les Évangélistes. Dans la chapelle du Fondateur et celle de la salle du chapitre a été élaborée une voûte d'ogives en forme d'étoile alors tout à fait inédite au Portugal. Au XVe siècle, l'influence de Batalha se manifesta sur les autres chantiers comme ceux de la cathédrale de Guarda, celle de Silves et les monastères de Beja (Nossa Senhora da Conceição) et Santerém (Convento da Graça).

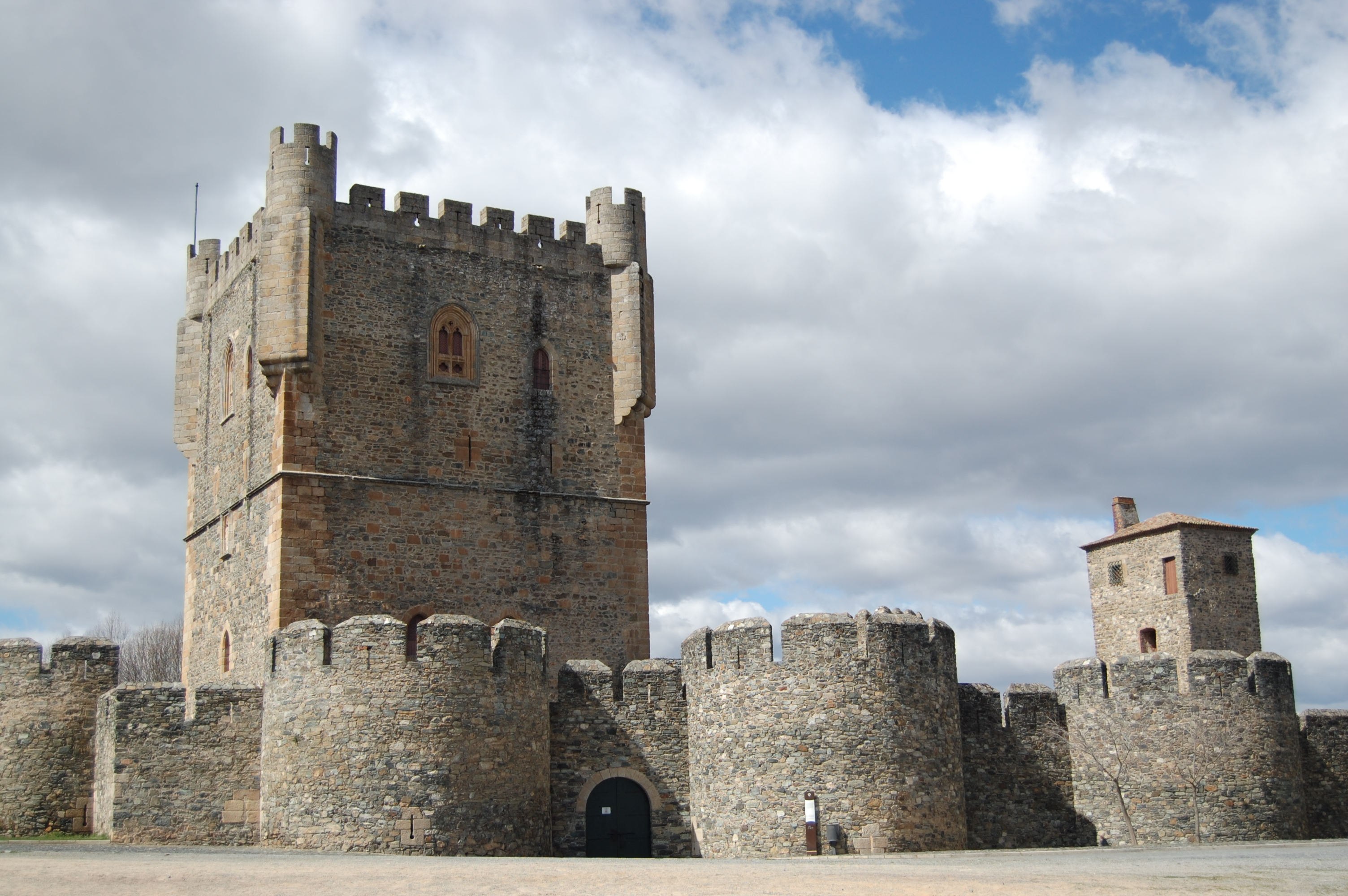
Vue du château de Bragança. L'imposant donjon fut construit au XVe siècle.

Une autre variante gothique fut ce qu'on a appelé le gothique mudéjar qui s'est développé au Portugal à la fin du XVe siècle, surtout dans l'Alentejo. Le nom « mudéjar » se réfère à l'influence de l'art islamique dans les royaumes chrétiens de la péninsule ibérique, surtout au Moyen Âge. Dans l'Alentejo mais ailleurs aussi, l'influence mudéjar sur plusieurs bâtiments est évidente dans les formes des fenêtres et des portails, faisant souvent appel à des arcs outrepassés et des meneaux, des poivrières circulaires avec des pinacles coniques, des merlons islamiques, aussi bien que des décorations faites de carreaux de faïence (azulejos). Comme illustration de ce style on peut citer l'église de São Francisco d'Évora, la cour du palais national de Sintra et plusieurs églises et palais à Évora, Elvas, Arraiolos, Beja, et autres. Le style mudéjar finira par être amalgamé au style manuélin au début du XVIe siècle.

### Châteaux et palais
Pendant l'ère gothique, plusieurs châteaux forts ont dû être soit construits soit renforcés, surtout le long de la frontière avec le royaume de Castille. Comparés aux châteaux de l'époque précédente, les châteaux gothiques du Portugal avaient tendance à avoir plus de tours, souvent circulaires ou demi-circulaires (pour augmenter la résistance aux projectiles), les donjons à être à section polygonale et des portes des châteaux étaient souvent flanquées - de part et d’autre -, de tours défensives. Un deuxième mur d'enceinte avancé et moins haut (barbacane) était souvent édifié autour de l'enceinte principale pour empêcher les machines de guerre de s'avancer près du château. Des caractéristiques comme les mâchicoulis ou des meurtrières plus efficaces devinrent aussi très répandues.
Apparues au XIVe siècle, les donjons devinrent de plus en plus larges et sophistiqués, avec les plafonds en croisée d'ogives et des aménagements comme des cheminées. On peut déjà trouver des donjons ayant toutes les caractéristiques d'une résidence à Beja, Estremoz et Bragance, tandis que certains châteaux de la génération d'après (XVe siècle) deviennent de réels palais comme ceux de Penedono, Ourém et Porto de Mós. Le cas le plus significatif est celui du château de Leiria transformé en palais royal par le roi Denis Ier. Certaines pièces du palais sont décorées par de splendides loggias gothiques desquelles le paysage que le château surplombe pouvait être admiré par le roi et la reine.

## Style manuélin (1490 - 1520)

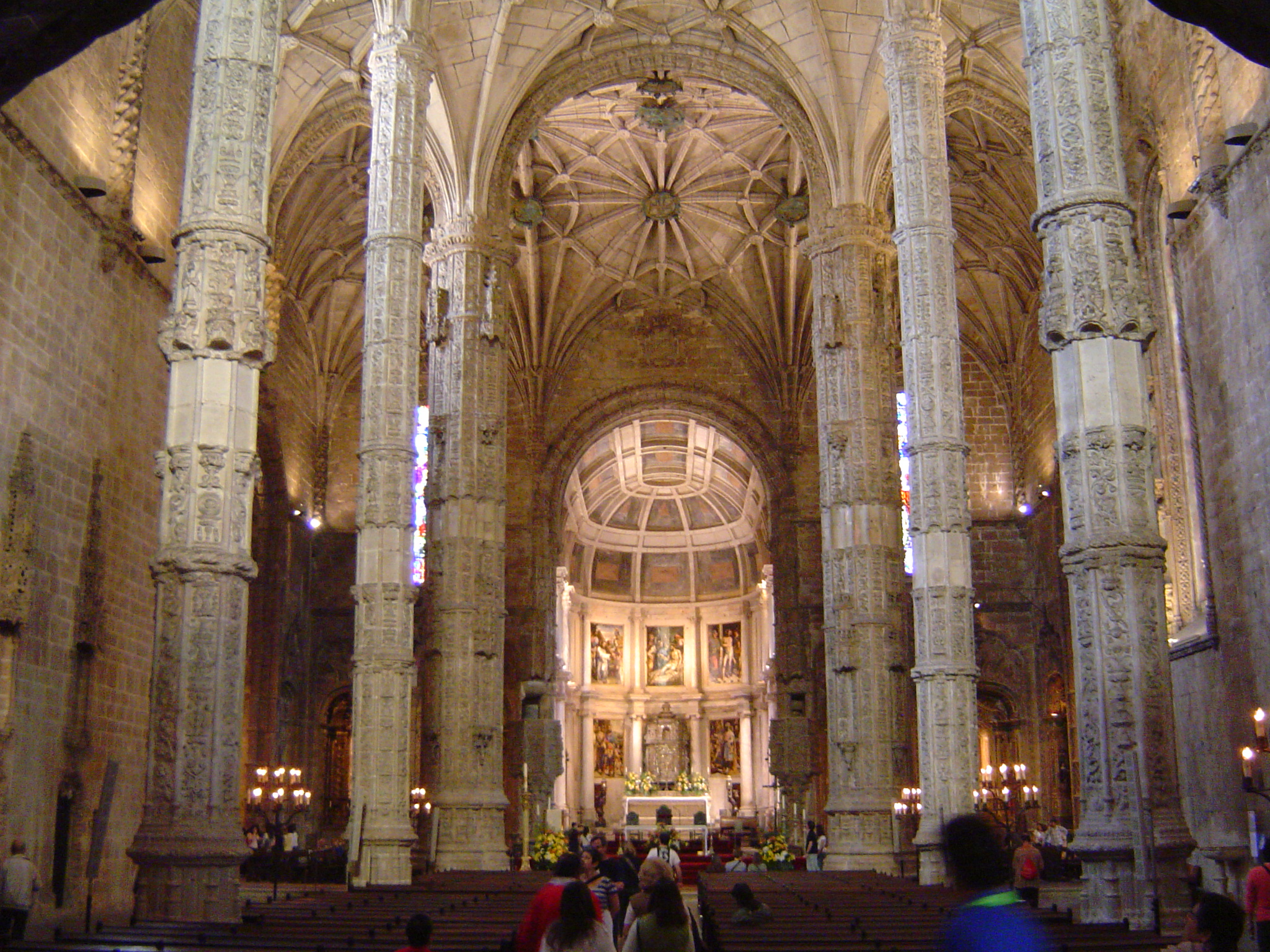
Nef manuéline du monastère des Hiéronymites à Lisbonne.

L'architecture gothique tardive du Portugal se caractérise par l'émergence d'un style somptueux appelé manuélin en l'honneur de Manuel Ier (1495-1521) sous le règne duquel la plupart des bâtiments de ce style furent commencés, voire achevés. Le style manuélin combine des aspects du gothique tardif avec d'autres de la Renaissance, et la décoration montre l'influence de la Renaissance espagnole (plateresques, isabellines), italienne et flamande, mais montre aussi les emprunts à la tradition islamique (mudéjar). Les édifices en style manuélin sont aussi souvent décorés de motifs naturalistes typiques de l'époque des Grandes Découvertes, comme des motifs en spirale rappelant les cordes utilisées dans la navigation, et les compositions opulentes faites de motifs animaux et végétaux.
Le premier bâtiment connu de style manuélin est le monastère de Jésus de Setúbal. L'église du monastère fut construite entre 1490 et 1510 par l'architecte Diogo Boitaca considéré comme l'un des principaux créateurs de ce style. La nef tripartite de cette église conserve la même hauteur sur toute sa largeur, comme une tentative d'unification de l'espace intérieur qui atteindra son apogée dans la nef de l'église du monastère des Hiéronymites à Lisbonne, terminée dans les années 1520 par l'architecte João de Castilho. La nef du monastère de Setúbal est supportée par des colonnes torsadées, ce qui est une des caractéristiques du style manuélin et qu'on retrouve d'ailleurs dans la cathédrale de Guarda et les églises paroissiales de Olivence, Freixo de Espada à Cinta, Montemor-o-Velho entre autres. Les bâtiments manuélins ont aussi habituellement des portails élaborés avec des colonnes torsadées, des niches et des motifs décoratifs empruntant à la Renaissance et au Gothique, comme le monastère des Hiéronymites ou le monastère de Santa Cruz à Coïmbre.

## Renaissance et Maniérisme (1520 - 1650)
Le style Renaissance austère n'a jamais vraiment pris au Portugal. Introduit par un architecte français en 1517, il fut surtout utilisé à partir de années 1530 par des architectes étrangers et fut pour cela surnommé estrangeirada. Par la suite ce style évoluera lentement vers le maniérisme. Le peintre et architecte Francisco de Holanda, auteur du livre Diálogos da Pintura Antiga, diffusera par ce traité les fondements de ce nouveau style.

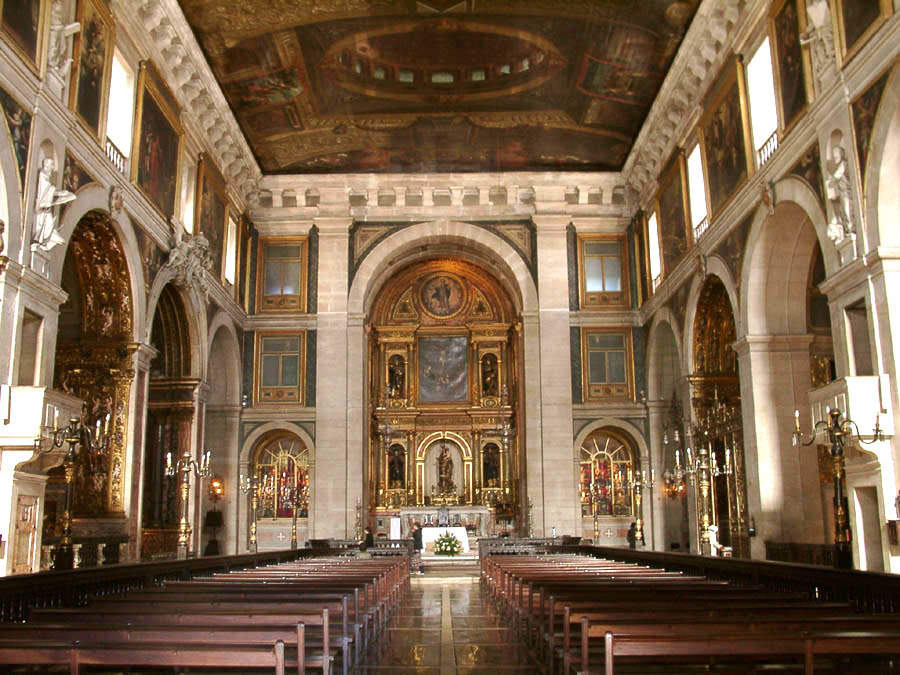
Nef de l'église de São Roque à Lisbonne (1565-1587).

La basilique de Nossa Senhora da Conceição à Tomar fut l'une des premières églises exécutées dans un pur style Renaissance. Sa construction commença sous l'égide de l'architecte castillan Diogo de Torralva entre 1532 et 1540. Sa très belle et très claire architecture en fit un des plus beaux exemples de la Renaissance précoce au Portugal. La petite église de Bom Jesus de Val verde au sud d'Évora, attribuée à Diogo de Torralva et Manuel Pires, en est un autre exemple.
Mais l'exemple le plus important de l'architecture de ce style est le Claustro de Dom João III (cloître de Jean III) du couvent de l'ordre du Christ à Tomar. Commencé sous le règne du roi Jean III de Portugal, il fut achevé sous le règne de Philippe Ier du Portugal (qui était en même temps roi d'Espagne sous le nom de Philippe II). Le premier architecte fut l'Espagnol Diogo de Torralva qui commença les travaux en 1557 ; ceux-ci devaient s'achever en 1591 grâce à l'architecte de Philippe II, l'Italien Filippo Terzi. Ce cloître magnifique de deux étages est considéré comme un parangon de l'architecture maniériste du Portugal.
Cependant l'architecte portugais le mieux connu de cette période reste Afonso Álvares qui édifia les cathédrales de Leiria (1551-1574), de Portalegre (commencée en 1556), et l'église de São Roque à Lisbonne. C'est à cette époque qu'il évolua vers le style maniériste.
L'église de São Roque fut terminée par l'architecte et ingénieur italien Filippo Terzi qui construisit aussi le collège jésuite d'Évora, le monastère de São Vicente de Fora à Lisbonne et le palais épiscopal de Coïmbre. Il réalisa énormément de constructions, et en dehors des églises il a aussi construit plusieurs aqueducs et forteresses.
Dans son sillage suivront plusieurs architectes portugais :
- Miguel de Arruda : église de Notre-Dame de Grâce (à Évora)
- Baltasar Álvares, connu pour la Sé Nova à Coïmbre et pour l'église Saint-Laurent-des-Grillons à Porto.
- Francisco Velasquez : cathédrale de Mirando do Douro et les plans du monastère de San Salvador (Grijó)
- l'architecte militaire Manuel Pires : église Saint-Antoine à Évora.

### Un style dépouillé (1580-1640)

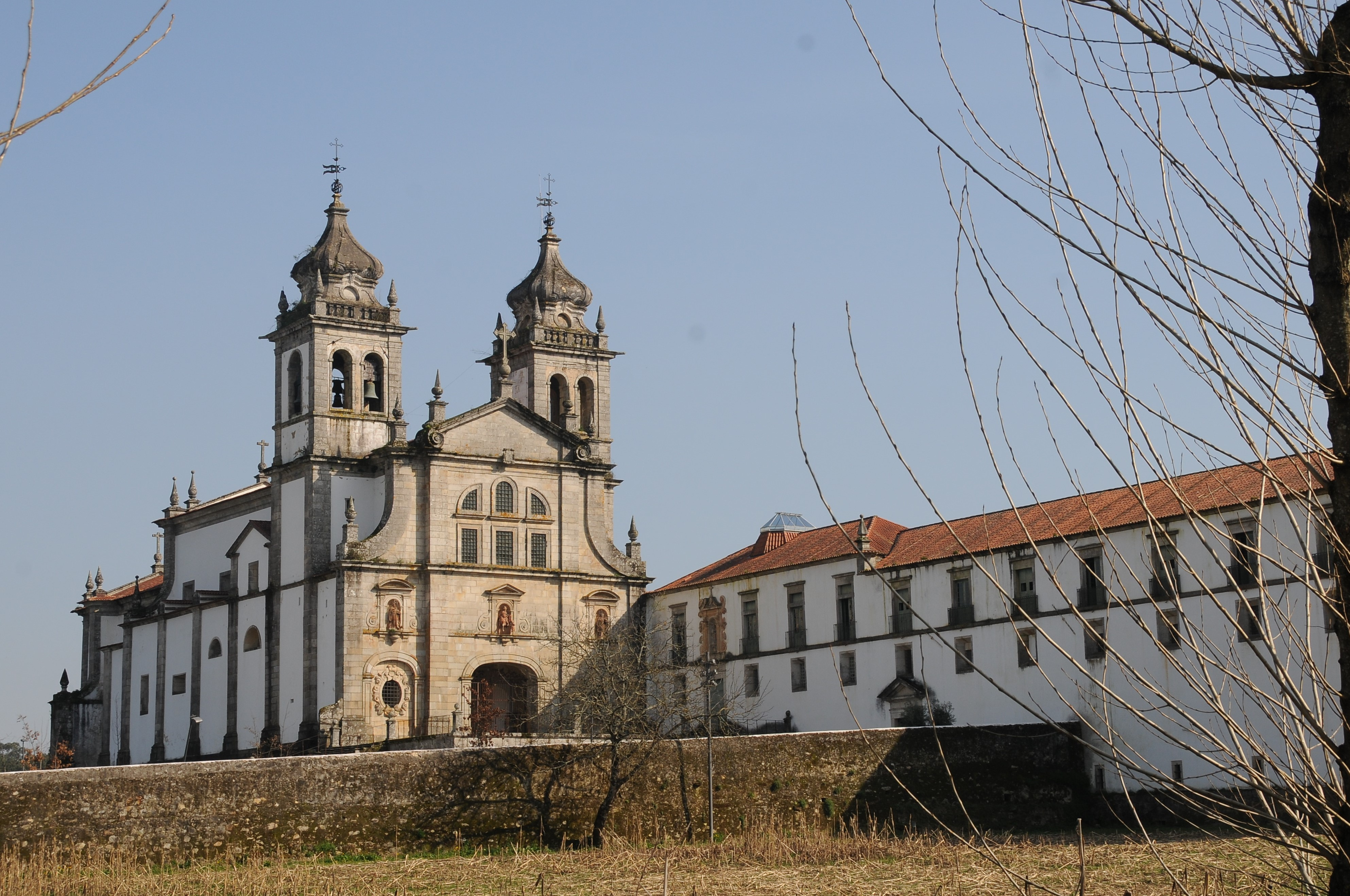
Vue du monastère de Tibães et de la façade de l'église, près de Braga.

Durant la réunion du Portugal à l'Espagne, cette période comprise entre 1580 et 1640, un nouveau style se développa, appelé « Arquitectura chã » (plain architecture en anglais, architecture dépouillée) par George Kubler. Maniériste à la base, ce style se distingue aussi par une architectonique claire, une apparence robuste avec des surfaces planes et lisses et une composition de l'espace aux effets modérés, sans décoration excessive. Ceci constitue une rupture radicale d'avec le style manuélin très décoré. Ce style simplifié, dû en grande partie aux ressources financières limitées, s'exprima dans la construction d'églises-halles et de bâtiments de moindre importance. En réaction au baroque qui était alors la norme en Espagne, les Portugais continuèrent à construire selon ce style simple pour montrer leur sentiment identitaire.
- Baltasar Alvares construisit quelques-uns des monuments les plus importants de ce style : la Sé Nova de Coïmbre (1598-1640), l'église São Lourenço ou Grilos à Porto (commencée en 1614) et l'église São Antão à Lisbonne (1613-1656, aujourd'hui disparue).
- D'autres exemples de cette période sont constitués de plusieurs constructions bénédictines comme la rénovation par João Torriano du monastère de Tibães et le monastère de São Bento (aujourd'hui siège du parlement portugais).
- Francisco de Mora dessina le couvent de Nosse Senhore dos Remédios (Évora) commandité par l'ordre des Carmes déchaussés (1601-1614).
- Pedro Nunes Tinoco dessina en 1616 l'église de São Marta (Lisbonne) pour l'ordre des pauvres dames.

Quand le roi Philippe II fit sa « Joyeuse Entrée » à Lisbonne en 1619, plusieurs arcs de triomphe temporaires furent érigés dans le style flamand de Hans Vredeman de Vries. Les planches illustrées de Wendel Dietterlin accrurent aussi l'intérêt porté à l'architecture et l'art baroques flamands. Cette influence se voit sur la façade de l'église São Lourenço ou Grilos à Porto, commencée en 1622 par Baltasar Alvares.
Ce fut aussi la période qui vit un engouement des azulejos et du bois sculpté et doré (talha dourada) pour décorer les autels et les plafonds.

## L'architecture de la restauration (1640-1717)
Le style baroque a procédé de la Contre-Réforme et en fut l'expression naturelle, une réaction de l'Église catholique romaine à la montée du Protestantisme. Mais comme les idées du Protestantisme ne s'étaient pas vraiment implantées au Portugal, le style baroque n'y devint pas vraiment non plus populaire alors même qu'il était dominant dans le reste de l'Europe. De plus, ce style était beaucoup trop associé aux règles jésuites espagnoles.
À la place d'un nouveau style, une transition du style entier à un baroque tardif fut adopté quand le Portugal recouvra son indépendance en 1640. Ce fut une période de déclin économique et militaire, avec moins de projets et ceux-ci étaient moins opulents.
José Fernandes Pereira a analysé la première période allant de 1651 à 1690 comme une période d'expérimentation :
- La noblesse fut la première à connaître un regain de puissance. Un exemple emblématique est le Palais des marquis de Fronteira à Benfica (Lisbonne), commencé en 1667. Ce manoir à la campagne suit toujours les exemples maniéristes italiens, mais on y voit déjà une forte influence du Baroque dans l'harmonie parfaite de la villa avec les jardins qui l'entourent, la splendeur de l'escalier et l'abondance d'éléments iconographiques décoratifs dans les pièces. Les larges azulejos couvrent les murs avec des portraits équestres, des scènes de bataille ou des singes jouant de la trompette. Ils proviennent de l'atelier de Jan van Oort et Willem van der Kloet et sont exceptionnels.

- Camillo-Guarino Guarini, architecte et prêtre théatin piémontais, dessina l'église de Santa Maria della Divina Providença à Lisbonne. Le plan elliptique adopté pour cette église reste une exception dans l'architecture portugaise du XVIIe siècle. Mais ses esquisses montrent un plan et des élévations différentes. Même si ses dessins, influencés par l'architecte baroque romain Francesco Borromini, ne furent pas suivis à la lettre pour cette église, ils furent connus et permirent de diffuser l'influence de Borromini au Portugal[4].

- Autres réalisations de cette période :
  - Jacome Mendes : l'église de Nossa Senhora da Piedada (à Santarém, 1665)
  - L'église de São Agostinho (1667) à Vila Viçosa
  - João Turriano : le monastère de São Clare-a-velha à Coïmbre (1649-1696)
  - L'église de Portimão, attribuée à João Nunes Tinoco (1660).

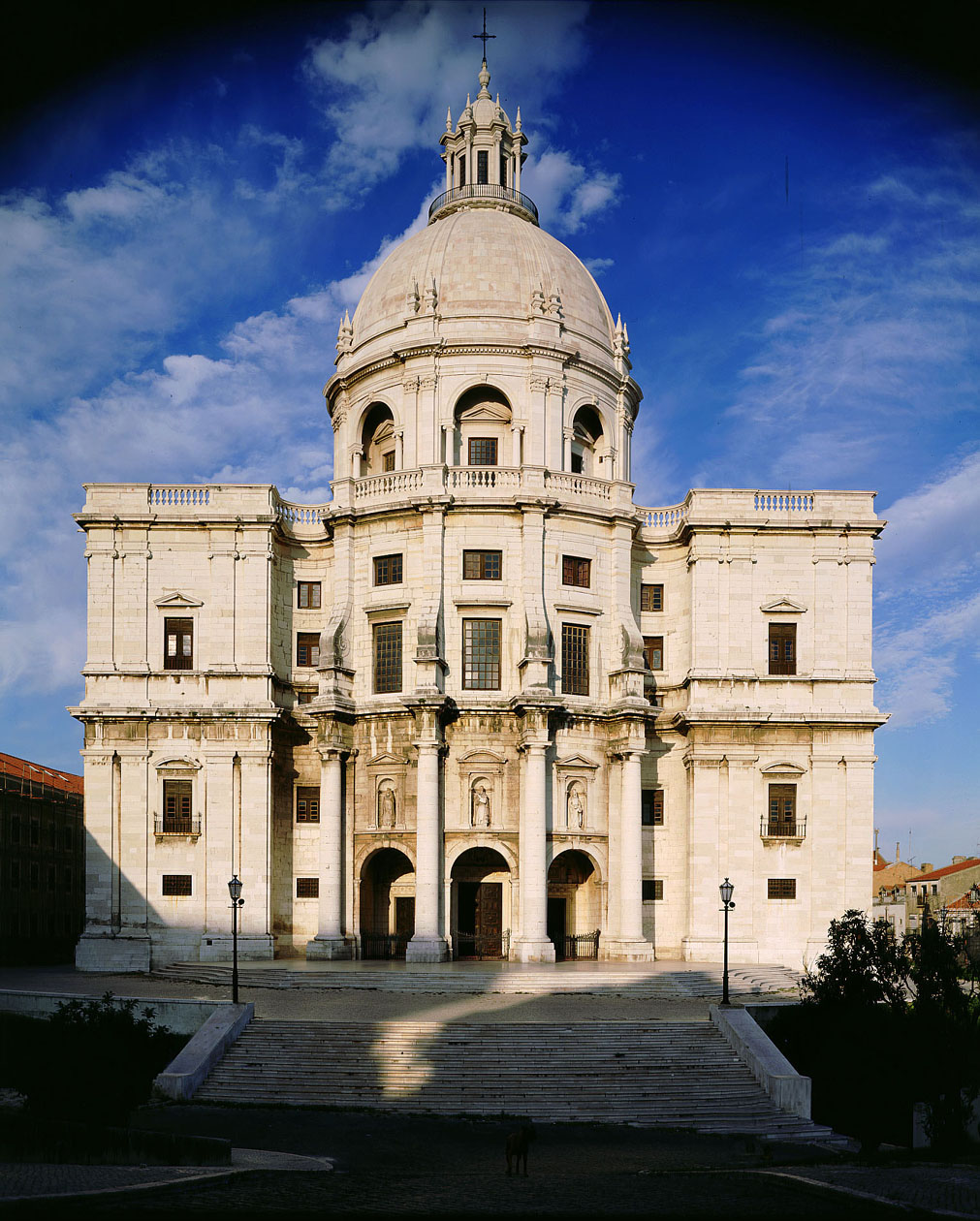
L'église de Santa Engrácia, Lisbonne

La période suivante, entre 1690 et 1717, vit une timide percée du Baroque au Portugal.
L'église de Santa Engrácia (aujourd'hui le panthéon national de Santa Engrácia), commencée en 1682 avec João Nunes Tinoco comme architecte suivi de João Antunes, est une structure centralisée en forme de croix grecque (une croix à quatre branches de même longueur), couronnée avec dôme central (terminé seulement en 1966 !) et les façades sont ondulées comme dans les projets baroques de Borromini. Celle-ci revient au projet de l'architecte italien Bramante pour la basilique Saint-Pierre de Rome. C'est d'ailleurs peut-être la seule réalisation réellement baroque de tout le Portugal. Cette fois Rome devint le modèle architectural à la place des Flandres.
L'église de Senhor da Cruz à Barcelos construite par João Antunes en 1701-1704 constitue une expérimentation inhabituelle à cause de son plan en trèfle à quatre feuilles.

## Le Baroque (1717-1755)
L'année 1697 est une année importante pour l'architecture portugaise. Lors de ces années dorées, des gemmes et des diamants furent trouvés dans le Minas Gerais au Brésil. L'exploitation minière était sévèrement contrôlée par la couronne portugaise qui imposait de lourdes taxes sur tout ce qui était extrait (un cinquième de tout l'or revenait à la couronne). Ces énormes recettes ont amené la prospérité au Portugal et en fit le pays le plus riche d'Europe au cours du XVIIIe siècle. Le roi João V qui régna entre 1706 et 1750 essaya de rivaliser avec Louis XIV en France, le Roi-Soleil, en s'engageant en un grand nombre de projets architecturaux coûteux. Mais le roi de France pouvait compter sur l'expérience locale pour la glorification et de son nom et du pays. Le château de Versailles fut transformé pour Louis XIV en un merveilleux palais par l'architecte Louis Le Vau, le peintre Charles Le Brun et l'architecte paysager André Le Nôtre. Le roi portugais, de son côté, devait remédier au manque d'expérience et de tradition par des artistes étrangers qui lui louèrent leurs talents pour de grosses sommes d'argent.
Le roi João V dilapida son argent sans compter, commençant de nombreux chantiers dont beaucoup ne furent jamais finis.
Le palais national Mafra fait partie des plus somptueux édifices baroques du Portugal. Son monumental complexe d'église-monastère-palais est même plus vaste que l'Escurial, l'immense palais royal espagnol du XVIe siècle près de Madrid affirmant symboliquement le pouvoir de la monarchie. Le roi choisit Johann Friedwig Ludwig (connu au Portugal sous le nom de João Frederico Ludovice) comme architecte. Cet orfèvre allemand avait reçu une formation d'architecte, travaillant pour les jésuites de Rome. Son projet pour le palais est une synthèse de la basilique Saint-Pierre du Vatican, de l'église jésuite Sant'Ignazio de Rome et du Palazzo Montecitorio dessiné par Le Bernin.
Ce projet correspondait aux attentes du roi dans son désir d'imiter la Ville éternelle, et avec son ambition de fonder une seconde Rome sur le Tage. Ses émissaires à Rome devaient lui procurer des maquettes et des plans de nombreux monuments romains.
Un de ceux-ci fut le palais patriarcal à Lisbonne. L'architecte piémontais Filippo Juvarra fut convié à Lisbonne pour dessiner les plans. Mais ce projet fut aussi édulcoré par le fait que Juvarra ne resta que quelques mois avant de partir à Londres – en contravention avec ses engagements.
Autres réalisations importantes :

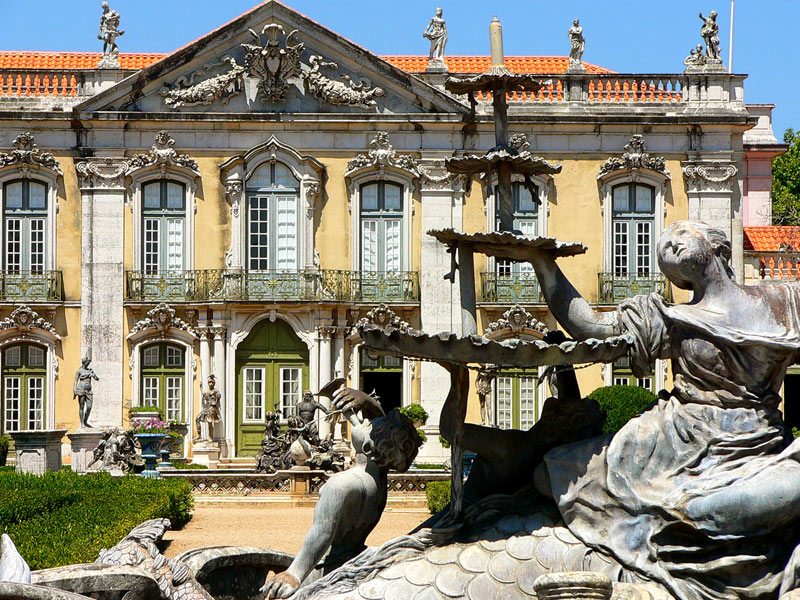
Palais de Queluz

- 1729-1748 : l'aqueduc des Águas Livres à Lisbonne (par Manuel da Maia, Antonio Canevari et Custódio Vieira), décrit par ses contemporains comme la « meilleure construction depuis les Romains. » Il a approvisionné en eau Lisbonne mais aussi de nombreuses nouvelles fontaines monumentales construites par le hongrois Carlos Mardel.
- 1728-1732 : la Quinta de São Antão do Tojal de l'architecte italien Antonio Canevari.
- 1753 : l'opéra de Lisbonne (détruit en 1755) de Giovanni Carlo Sicinio-Bibiena.
- achevé en 1750 : le palácio das Necessidades d'Eugenio dos Santos, Custódio Vieira, Manuel da Costa Negreiros et Caetano Tomas de Sousa.
- à partir de 1747 : le palais de Queluz, la résidence à la campagne du plus jeune frère du roi, de Mateus Vicente de Oliveira et Jean-Baptiste Robillon. Ce palais baroque est le deuxième exemple majeur du style baroque pour un monument non urbain. Cependant sa façade montre déjà quelques détails Rococo.

Son entreprise la plus spectaculaire fut quand même la chapelle Saint-Jean-Baptiste exécutée dans le seul but d'obtenir la bénédiction du pape Benoît XIV pour cette chapelle. Elle fut dessinée par Luigi Vanvitelli en 1742 et construite par Nicola Salvi dans l'église San Antonio dei Portoghesi à Rome. Après la bénédiction, la chapelle fut démontée et transportée à Lisbonne. Elle fut assemblée de nouveau en 1747 dans l'église São Roque. Elle est abondamment décorée avec du porphyre, les marbres les plus rares et des pierres précieuses. Son architecture montre déjà un l'intérêt pour un renouveau classique.

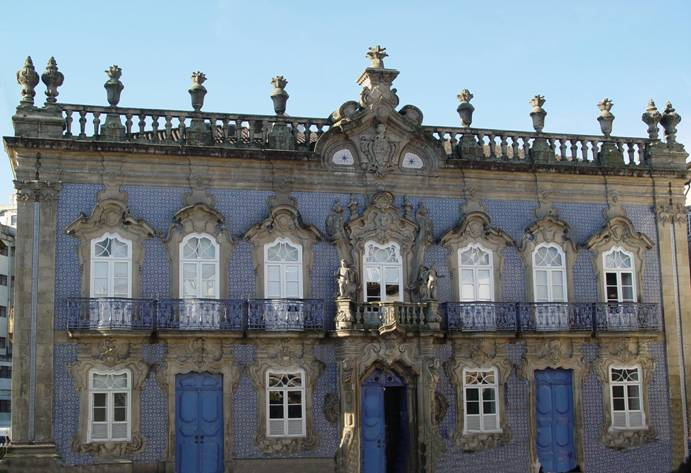
Façade du Palácio do Raio à Braga

Un style baroque différent et plus exubérant avec des touches de Rococo, rappelant plus l'architecture d'Europe centrale, s'est développé au nord du Portugal. L'architecte italien Nicolau Nasoni dessina l'église et le campanile de l'église São Pedro dos Clérigos à Porto. Un de ses successeurs est le peintre et architecte José Figueiredo Seixas (pt) qui fut un de ses disciples. Le sanctuaire de Bom Jesus do Monte près de Braga, construit par l'architecte Carlos Luis Ferreira Amarante, est l'exemple type d'un site de pèlerinage aménagé en parcours baroque avec un escalier et une cascade monumentaux grimpant sur 116 mètres. Cet édifice montre déjà la transition vers le Néoclassicisme.
Le palácio do Raio de André Soares est un palais urbain remarquable avec une façade très chargée à Braga. Plusieurs manoirs et résidences à la campagne furent construits à cette période dans un style baroque tardif. Les exemples les plus typiques sont les demeures de la famille Lobo-Machado à Guimaraes, Malheiro à Viana do Castelo et Mateus à Vila Real.

## Architecture pombaline (1755-1860)

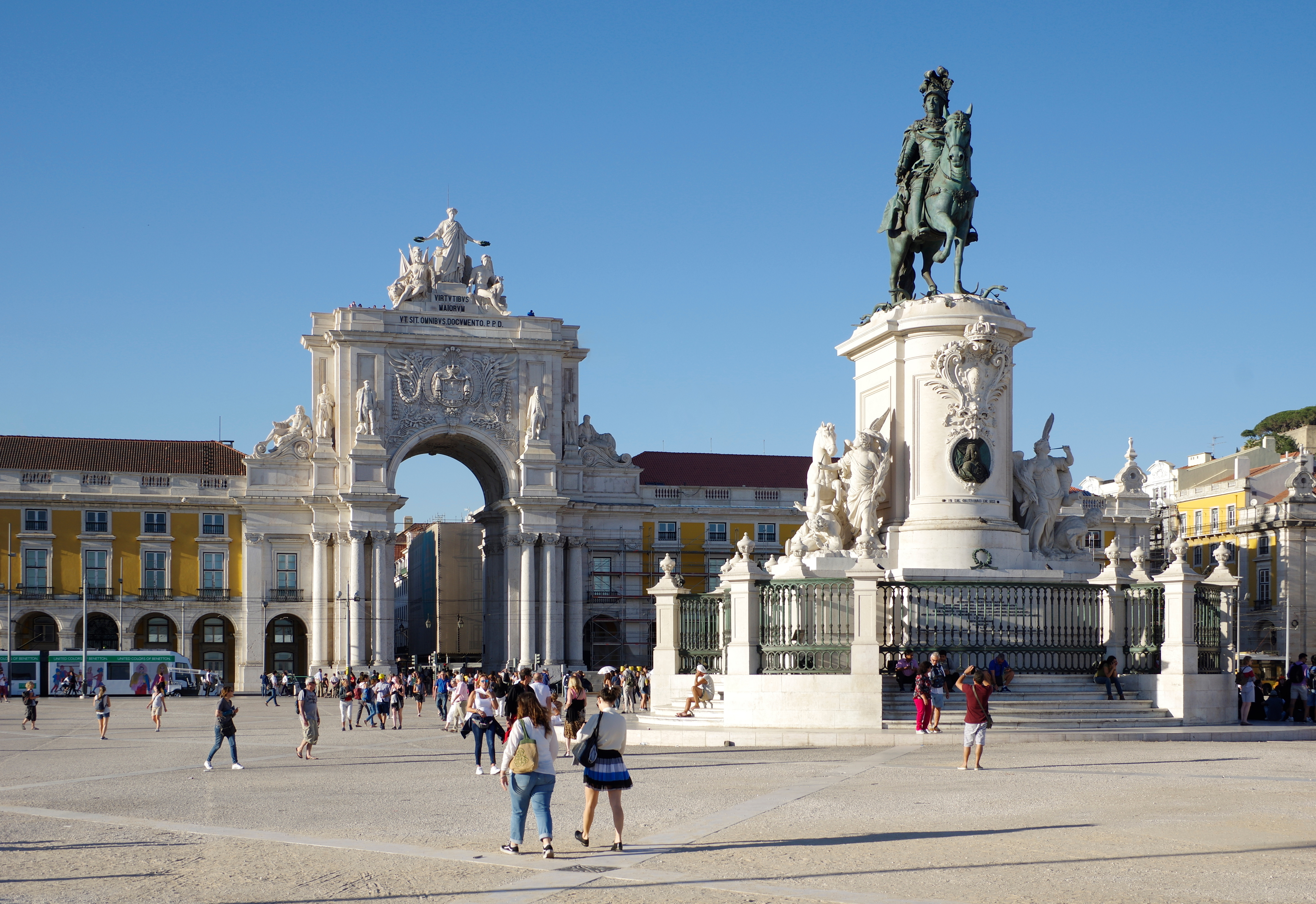
Praça do Comércio avec l'arc marquant l'entrée dans la rua Augusta à Lisbonne

Le tremblement de terre de Lisbonne en 1755, suivi d'un raz-de-marée et d'incendies, détruisit en grande partie la ville. Joseph Ier de Portugal et son premier ministre Sebastião José de Carvalho e Melo, marquis de Pombal, demandèrent à des architectes et des ingénieurs de reconstruire les parties endommagées de Lisbonne, dont le quartier de la Baixa.
Le style pombalin est une architecture utilitaire et laïque marquée par le pragmatisme. Il suit le style dépouillé des ingénieurs militaires avec ses arrangements réguliers et rationnels, mélangé avec des détails Rococo et une approche néoclassique pour la composition générale. La Baixa fut reconstruit par Eugénio dos Santos et Carlos Mardel. Le marquis de Pombal impose des règles de reconstruction. Des maquettes architecturales servirent de test en simulant autour d'elles un tremblement de terre en faisant juste à côté marcher au pas des troupes, faisant des bâtiments pombalins les premiers exemples de construction résistant aux tremblements de terre. La praça do Comércio, la rue Augusta et l'avenida da Liberdade sont les exemples par excellence de ce style. La praça do Comércio a une composition régulière et rationnelle en accord avec la reconstruction de la Baixa.
Le style pombalin se retrouve aussi à Vila Real de Santo António (1773–1774), une ville nouvelle dans l'Algarve construite par Reinaldo Manuel dos Santos. Le style est bien visible dans la composition urbaine et surtout dans la place principale.
À Porto, sous l'initiative du gouverneur de la prison João de Almada e Melo, la rue de São João (après 1757), la cour des lois Relação, la cour d'appel Gaol (1765) et la prison furent reconstruites. Les commerçants britanniques introduire l'architecture palladienne avec la praça da Ribeira (1776-1782), la fabrique (1785-1790) et l'hôpital São Antonio (1770).

## Architecture contemporaine

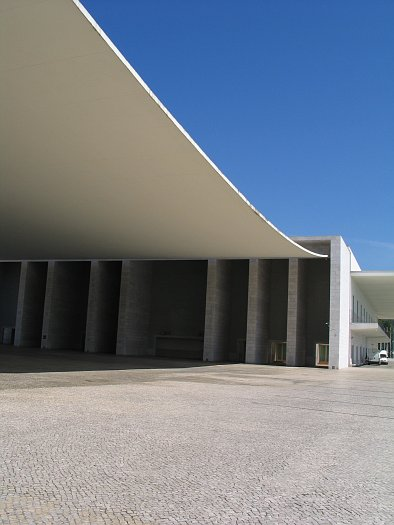
Architecture portugaise contemporaine : pavillon du Portugal dans le Parque das Nações à Lisbonne

Depuis quelques décennies l'école d'architecture de Porto, l'Escola do Porto jouit d'une réputation mondiale. Parmi ses anciens élèves on compte Fernando Távora, Álvaro Siza (lauréat du prix Pritzker en 1992) et Eduardo Souto de Moura  (lauréat du prix Pritzker en 2011). La Faculdade de Arquitectura de l'université de Porto en est son héritière actuelle.